# Yoshino (fiume)
Il fiume Yoshino (吉野川Yoshinogawa) è un fiume dell'isola di Shikoku, Giappone. È lungo 194 km e ha un bacino idrografico di 3.750 km². È il secondo fiume più lungo dell'isola di Shikoku (leggermente inferiore allo Shimanto) ed è l'unico fiume il cui bacino idrografico si estende oltre le quattro prefetture di tutta l'isola.
È considerato come uno dei tre grandi fiumi del Giappone con il Tone e il Chikugo, ed è soprannominato Shikoku Saburo nei luoghi in cui nasce.
Il fiume Yoshino sorge dal monte Kamegamori (瓶ケ森) nell'Ino, Prefettura di Kōchi. Ad Otoyo gira a nord e attraversa le montagne di Shikoku. La gola, che prende il nome Ōboke Koboke, è una famosa attrazione turistica di Shikoku. Ad Ikeda, Prefettura di Tokushima gira nuovamente a est e si riversa in mare. I suoi principali affluenti sono Ananai, Iya, Dōzan, Sadamitsu, e Anabuki.